# Wiesław Andruk
Wiesław Andruk (ur. 2 marca 1957) – polski strzelec sportowy, mistrz Europy (1977).

## Życiorys
Był zawodnikiem Kadry Rembertów.
W 1975 został złotym medalistą mistrzostw Europy juniorów w konkurencji karabin standard 60 strzałów leżąc drużynowo (z Ryszardem Milczarkiem i Ireneuszem Jagodzińskim). W 1976 został w tej samej konkurencji wicemistrzem Europy juniorów (z Ireneuszem Jagodzińskim i Krzysztofem Stefaniakiem). W 1977 został mistrzem Europy seniorów w konkurencji karabin dowolny 60 strzałów leżąc. W tym samym roku w tej samej konkurencji został też wicemistrzem Europy juniorów, a drużynowo wywalczył mistrzostwo Europy juniorów (z Krzysztofem Stefaniakiem i Bogną Temlak). 